# یواس‌اس شاولا (ای‌کی-۱۱۸)
یواس‌اس شاولا (ای‌کی-۱۱۸) (به انگلیسی: USS Shaula (AK-118)) یک کشتی بود که طول آن 441' 6" بود. این کشتی در سال ۱۹۴۳ ساخته شد.